# Philonotis turneriana
Philonotis turneriana är en bladmossart som beskrevs av Mitten 1859. Philonotis turneriana ingår i släktet källmossor, och familjen Bartramiaceae. Inga underarter finns listade i Catalogue of Life.